# Phalacronothus quadrimaculatus
Phalacronothus quadrimaculatus är en skalbaggsart som beskrevs av Carl von Linné 1761. Phalacronothus quadrimaculatus ingår i släktet Phalacronothus och familjen Aphodiidae. Inga underarter finns listade i Catalogue of Life.

## Bildgalleri

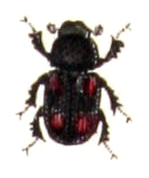